# Гдалія бен Шломо
Гдалія бен Шломо ібн-Ях'я (івр. גְּדַלְיָּה בן שְׁלֹמֹה אבן יחיא; бл. 1335 — 1390) — португальський лікар, єврейський вчений, громадський діяч в Кастилії. Представник єврейського роду Ях'їв. Народився у Португалії. Син Шломо (Соломона). Брат Йосефа. Придворний лікар португальського короля Фернанду I (до 1370). Переїхав до Кастилії через опалу останнього, поступив на службу до кастильського короля Енріке ІІ. За його наказом очолив юдейські громади країни. Мав річний дохід у 5 тисяч золотих дукатів. Помер у Толедо, Кастилія. Мав сина Давида. Прізвисько — Старий (івр. הזקן, HaZaken).

## Імена
- Гдалія бен Шломо (івр. גְּדַלְיָּה בן שְׁלֹמֹה, Gdalyyâh ben Shlomoh, «Гдалія, син Шломо») — ім'я на івриті.
- Гдалія ібн-Ях'я (івр. גְּדַלְיָּה אבן יחיא) — ім'я та прізвище на івриті.
- Гдалія Старий (івр. גְּדַלְיָּה הזקן) — ім'я з прізвиськом.
- Гедалія бен-Саломон ібн-Ях'я (порт. Guedalia ben Salomon ibn Iahia)
- Гедалія ібн-Ях'я ха-Закен бен-Соломон (англ. Gedaliah ibn Yaḥya ha-Zaḳen ben Solomon)
- Годолія Соломонович